# Centro de Memória Dorina Nowill
O Centro de Memória Dorina Nowill foi fundado em 2002 e é um museu brasileiro pioneiro a valorizar a cultura da deficiência visual como patrimônio histórico. Ocupa o prédio da Fundação Dorina Nowill localizada na Vila Clementino, zona sul da cidade de São Paulo.
A fundação recebe o nome da educadora, ativista e administradora brasileira Dorina Gouvêa Nowill, esta lutou incessantemente para o surgimento de entidades, leis e ações em prol dos deficientes visuais e por seu trabalho foi inúmeras vezes premiada e reconhecida.
O Centro de Memória se dedica a mostrar um pouco da história de Dorina e também a evolução das técnica dos aparelhos utilizados pelos deficientes visuais. A grande parte da galeria vem da própria fundação, porém existem ainda objetos doados por entidades parceiras e registros preparados por personalidades significativas no campo da inclusão social. Em 11 de março de 2012 foi aberta a segunda exposição de longa duração do instituto, com o tema "E tudo começou assim: ações, projetos e histórias que mudaram a vida das pessoas com deficiência visual", mostra inúmeros serviços e o desenvolvimento de técnicas acessíveis para aqueles que possuem alguma deficiência visual.
Atualmente, o local pertence a esfera privada, porém, ele oferece visitas guiadas e gratuitas via agendamento. Existe o acesso para deficientes físicos (circuito de visitação adaptada e rampas), visuais e auditivos (maquetes, obras, reproduções e piso táteis, áudio guia e Tradutor de Linguagem Brasileira de Sinais (LIBRAS).

## História

### Dorina de Gouvêa Nowill
Nascida em 28 de maio de 1919 em São Paulo, a professora Dorina Gouvêa Nowill buscou a evolução e a integração social dos deficientes visuais. Aos 17 anos perdeu a visão por uma patologia desconhecida, com isso descobriu a precariedade de livros em braille no Brasil, depois disso fundou a Fundação para o Livro do Cego no Brasil que futuramente se tornou a Fundação Dorina Nowill a qual ela desempenha o papel de Presidente Emérita e Vitalicia. Entre os anos de 1961 a 1973 conduziu Campanha Nacional de Educação de Cegos do Ministério da Educação e Cultura (MEC), ao longo de sua direção foram desenvolvidos os serviços de educação de cegos em todas os Estados Brasileiros, também presidio a União Mundial de Cegos (WBU). Dorina faleceu aos 91 anos no dia 29 de agosto de 2010.

#### Entrevista com Dorina Nowill
A revista "Comunicação & Educação", da Escola de Comunicações e Artes (ECA) da USP realizou uma entrevista que reúne toda a história da professora e seu trajeto na luta por mais direitos para pessoas com deficiência visual. No diálogo também é apresentado o percurso da fundação que recebe seu nome e as conquistas que essa instituição vem alcançando. Também é mostrado as vitórias e prêmios recebidos por Dorina. Ao final da entrevista é falado um pouco sobre o Centro de Memória Dorina Nowill, projeto em que é reunido toda a história da Fundação Dorina Nowill e a história dos esforços pela inclusão social. 

### A Fundação
A Fundação Dorina Nowill para Cegos foi inaugurada por Dorina Nowill em 11 de março de 1946, mas antes era a Fundação para o Livro do Cego no Brasil, onde era realizada a produção manual de livros em braille. É uma instituição sem fins lucrativos que hoje em dia atua em programas de avaliação, diagnóstico, educação, reabilitação e inclusão social de deficientes visuais. A assistência é efetuada por grupos multidisciplinares, composta por especialistas do campo da Oftalmologia, Ortóptica, Neuropediatria, Psicologia, Fisioterapia, Serviço Social, Pedagogia, Terapia Ocupacional e Pedagogia de Orientação e Mobilidade. Os projetos de tratamento são especificados e  ainda contam com programas que integram orientação familiar.

### Imprensa

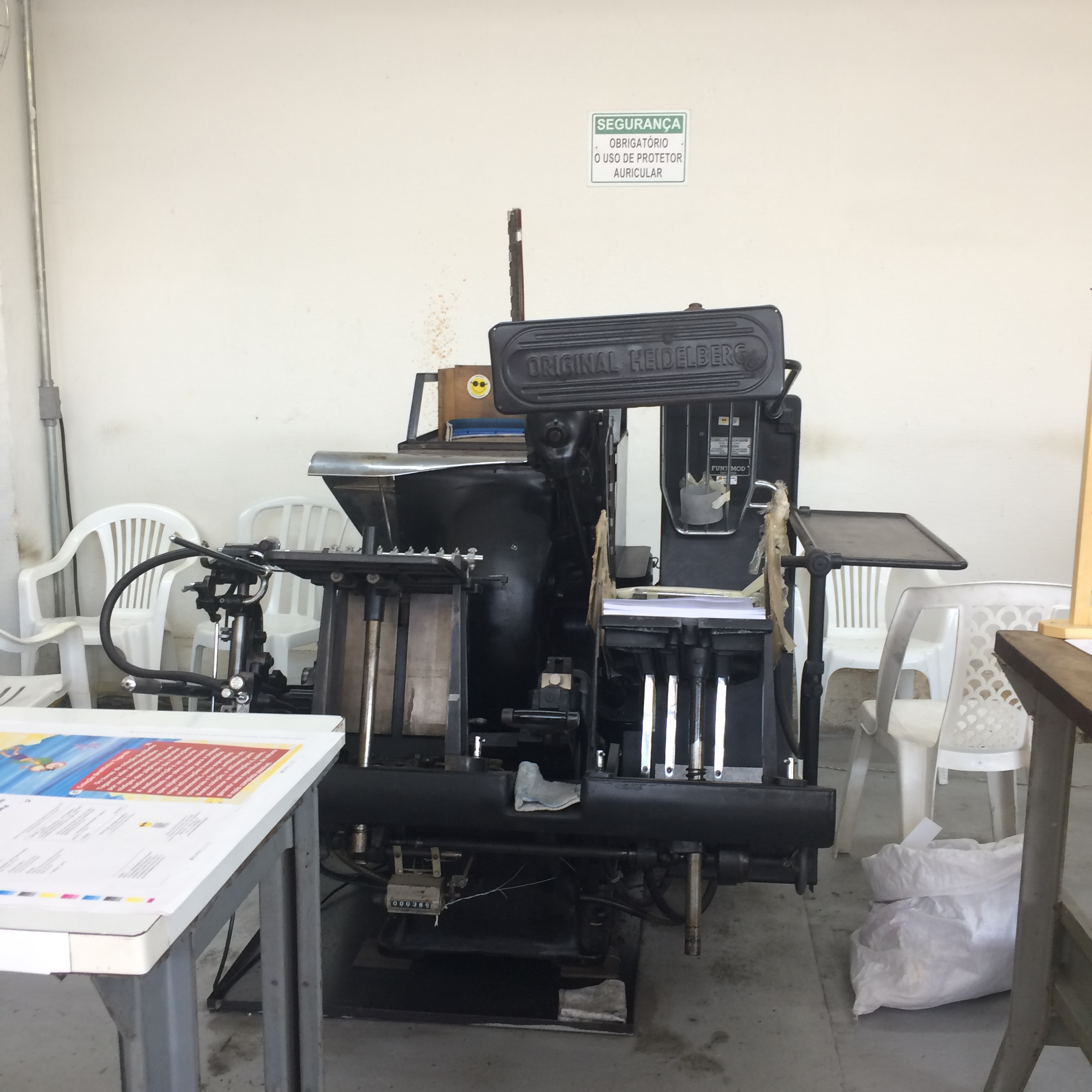
Antiga Imprensa Braille.

No prédio onde é localizada a Fundação, há a imprensa braille com maior produção da América Latina, localizada no prédio da fundação. A produção gráfica dos livros em braille iniciou-se em 1946, quando um grupo voluntário realizava transcrições de livros para esse sistema de escrita, porém, a ideia de realizar essas transcrições acabou tendo um grande êxito. Com isso, a fundação passou a receber apoio dos governos Municipal e Estadual e passou também a receber doações de equipamentos, viabilizando a instituição da Imprensa Braille. Isso fez com que a produção dos livros fosse industrializada, e como consequência, fez com que ela adquirisse uma escala ainda maior. Posteriormente no ano de 1989, se inaugurou um sistema informatizado para a produção dos livros com o estabelecimento de estereótipos eletrônicos. Através dessa produção, a fundação entrega milhões de páginas em braille por ano, fazendo com que cultura, diversão e informação sejam levadas para os deficientes visuais de modo acessível.

#### Além dos livros
É difícil a elaboração de sistemas e inclusão para a inclusão do deficiente visual,  porém sempre existem inovações nessa área, o Braille foi uma das inovações que facilitaram a vida de muitos deficientes mas a técnica do braille possui um custo muito alto e, para que o deficiente visual possa ler esses escritos ele necessita de um treinamento especializado. Por isso, eles investiram em outras formas de trazer novos materiais em outros formatos além do Braille. Em 1976 eles começaram a realizar a gravação e produção de livros falados, onde alguns artistas cediam suas vozes para a narração e isso ajudou muito na divulgação do material nesse novo formato. Os livros narrados possuíam diversos temas e eram didáticos, obras literárias, best-sellers nacionais e internacionais, revistas como "Veja" e "Claudia" e algumas obras exclusivas que são encomendadas, surgindo assim as audiotecas, local onde as mídias ficavam guardadas para a realização do empréstimo (assim como uma biblioteca).
Então, em 1996 a Fundação passou por uma reforma e foram instauradas novas formas de tecnologia para compor serviços especializados e para produção de novos modelos de livros acessíveis. Com isso, foi viável o surgimento de um novo formato, em 2006: o Livro Digital Acessível (Daisy), que era uma forma internacional de acessibilidade de leitura. A fundação foi a primeira a produzir livros nesse formato em português. Com todos esses formatos, eles ainda inovaram mais criando a Dorinateca, onde o público não necessita mais se deslocar até a instituição para efetuar o empréstimo dos livros em braille ou dos livros narrados (o que as vezes era uma dificuldade para a pessoa), basta se ter acesso a internet e a pessoa pode baixar todos os conteúdos digitais sem pagar nada.

### O Centro de Memória

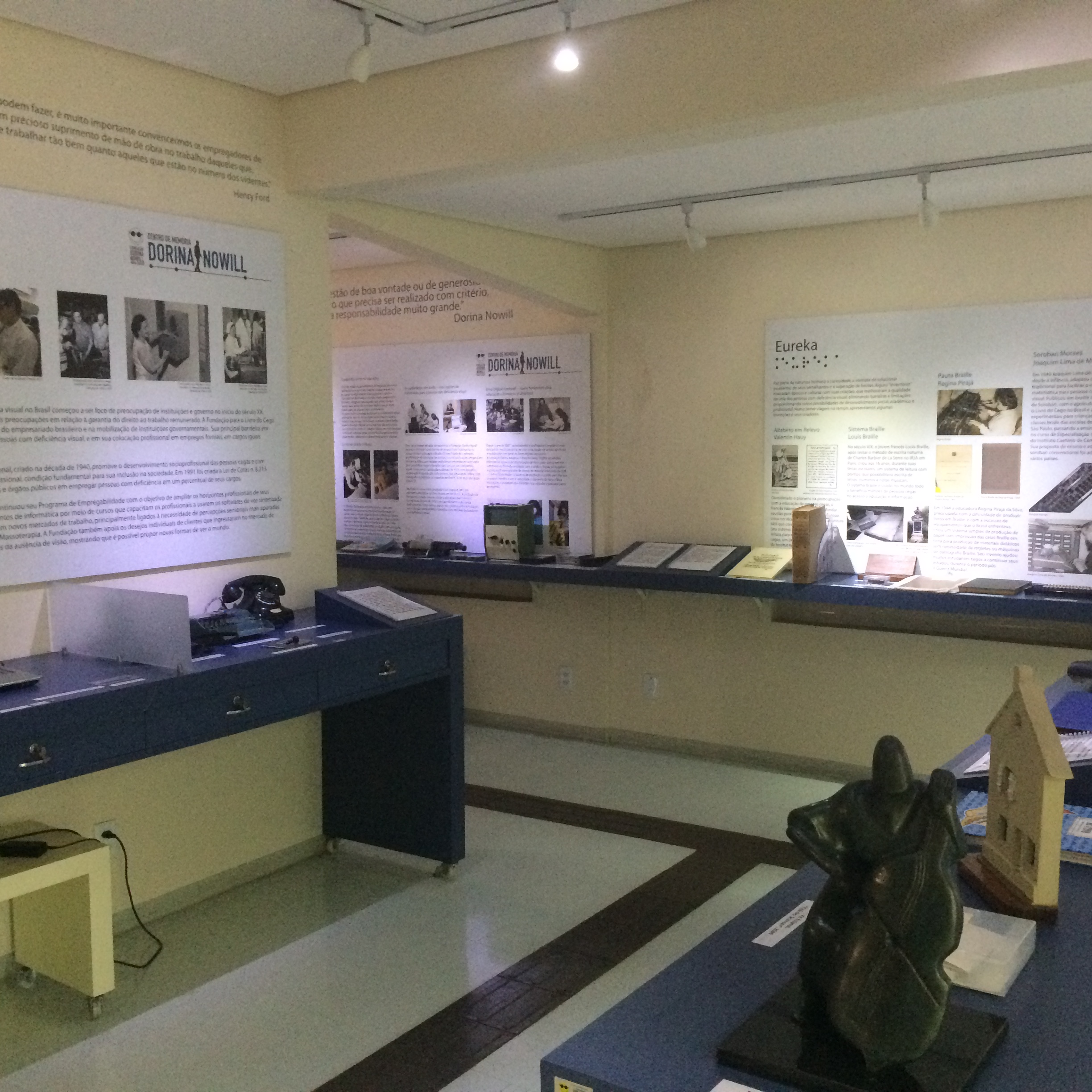
Parte do acervo central.

O Centro de Memória Dorina Nowill foi inaugurado em 2002, leva o nome da fundadora da instituição do local e é localizado no mesmo prédio da Fundação. Em 2012, ano em que já estava completando dez anos de existência, o centro de memória passou por processo de melhoria e expansão em seu espaço de exposição e visitação. Nesse processo de mudança, foi pensado principalmente na acessibilidade e na interatividade dos visitantes do centro de memória. Algumas dessas modificações foram na circulação, onde agora havia piso tátil no chão para facilitar a locomoção de cegos que fazem a utilização de bengala, os textos expostos e as legendas dos objetos possuem escrita em braille e em fonte ampliada para os deficientes visuais e os painéis informativos com textos e imagens se localizam em uma altura acessível para cadeirantes e crianças
O espaço também possui guias treinados para realizar a visitação, audioguias e maquetes táteis, que viabilizam ainda mais a acessibilidade e a visitação no local. Todo esse processo de modernização foi feito com o suporte do Município de São Paulo por meio da Lei de Incentivo, - Lei Municipal nº 10.923/90 - pela Globo e pela Linx. A intenção era transformar o Centro de Memória Dorina Nowill em referência histórica na área de inclusão dos deficientes visuais em todo território brasileiro, fazendo com que fosse incluído um roteiro cultural na cidade de São Paulo totalmente acessível.

## Acervo
O acervo abriga cerca de 4.000 peças, dentre elas existem utensílios, fotografias e material auditivo. Na primeira sala do local, encontra-se a réplica da sala de trabalho de Dorina Nowill, onde estão localizados objetos e livros pertencentes a professora, inclusive alguns objetos pessoais como por exemplo, porta retratos com fotografias de sua família. Além de tudo isso, seus prêmios recebidos em homenagens as suas ações sociais compõe o acervo do centro de memória.

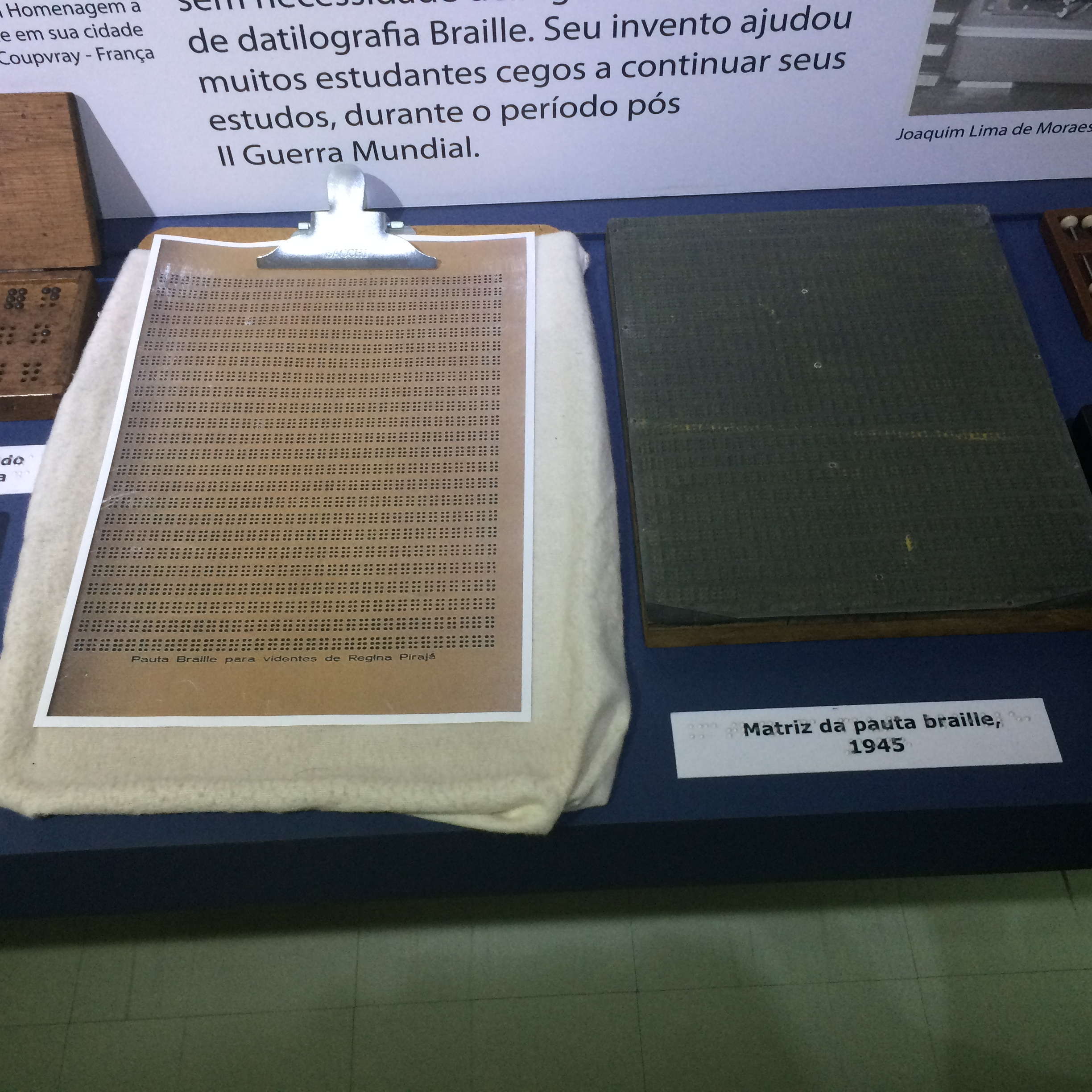
Matriz da pauta braille (1945).

Há uma segunda sala onde estão localizadas a maioria dos elementos que fazem parte da exposição, nesse local é possível observar toda a evolução das técnicas que colaboraram para facilitar a vida dos deficientes visuais e sua inclusão social. É possível interagir com as peças que estão expostas nas salas, como por exemplo:
- A reglete braille (com a qual se elabora letras em braille manualmente)
- Aparelhos auditivos onde podem ser escutados algumas partes de livros falados (aparelhos criados nos anos 70 até os mais atuais)
- Mídias que vão desde fitas até formas mais modernas como CDs
- Um computador que possui um software de leitura que foi desenvolvido pela própria fundação
- Máquinas de escrever em braille
- Uma reprodução do ambiente doméstico de um deficiente com alguns objetos do dia a dia que são utilizados por eles (os quais são adaptados ou possuem identificações em braille)
- Uma exposição que mostra a evolução nos modelos de bengala

No conjunto existe ainda uma matriz da pauta braille feita em 1945 por Regina Pirajá, que é uma forma de transcrição manual com a qual foi possível abrir uma equipe, regida por Dorina Nowill, para realizar as transcrições, que era o Serviço Voluntário de reprodução de escritos em braille, realizado nas instalações da Cruz Vermelha.

### Tema da exposição
Após a reinauguração do Centro de Memória em 2012, a exposição de longa data ganhou o nome de " ... E tudo começou assim: ações, projetos e histórias que mudaram a vida das pessoas com deficiência visual" na qual são mostrados equipamentos, produtos e práticas que colaboraram para o começo da inserção social dos deficientes visuais e para a criação novos serviços e tecnologias acessíveis. As peças expostas buscam exemplificar todo o processo de independência pelo qual os deficientes visuais passaram ao decorrer da evolução de meios para facilitar suas vidas e diminuir sua dependência para realizar diversas atividades. Com a capacidade de se libertarem de uma necessidade constante de ajuda de outros, puderam começar cada vez mais a tomar atitudes por si próprios, encarar as mais variadas situações sociais, trabalhar, estudar, se cuidarem sozinhos e até mesmo cuidar de sua casa. Além disso, esse perfil do deficiente visual totalmente dependente que a maioria das pessoas tinham pôde ser desconstruído, já que foi provado o contrário, pois os deficientes podiam fazer várias coisas porém, a falta de conhecimento sobre o assunto e a falta de convívio dificultavam a possibilidade de avanço na adaptação e inclusão.
O projeto da exposição pode ser visto também como uma forma de resgatar a história e as conquistas na área da deficiência visual que ocorreram em todo o Brasil e, ao mesmo tempo, manter e propagar a memória e os feitos da própria instituição e de Dorina Nowill, responsáveis por grande parte dos avanços dedicados a população deficiente visual no país. Isso é uma iniciativa que pode ser relacionada a memória empresarial, pois a Fundação acaba mostrando todo o comprometimento e preocupação que teve, desde sempre, em relação aos deficientes (ao trazer mais acessibilidade e inovações para suas vidas), em relação a sociedade e em relação a cultura. A partir do resgate dessas memórias a organização reafirma quais são seus valores perante seus públicos.

## Galeria

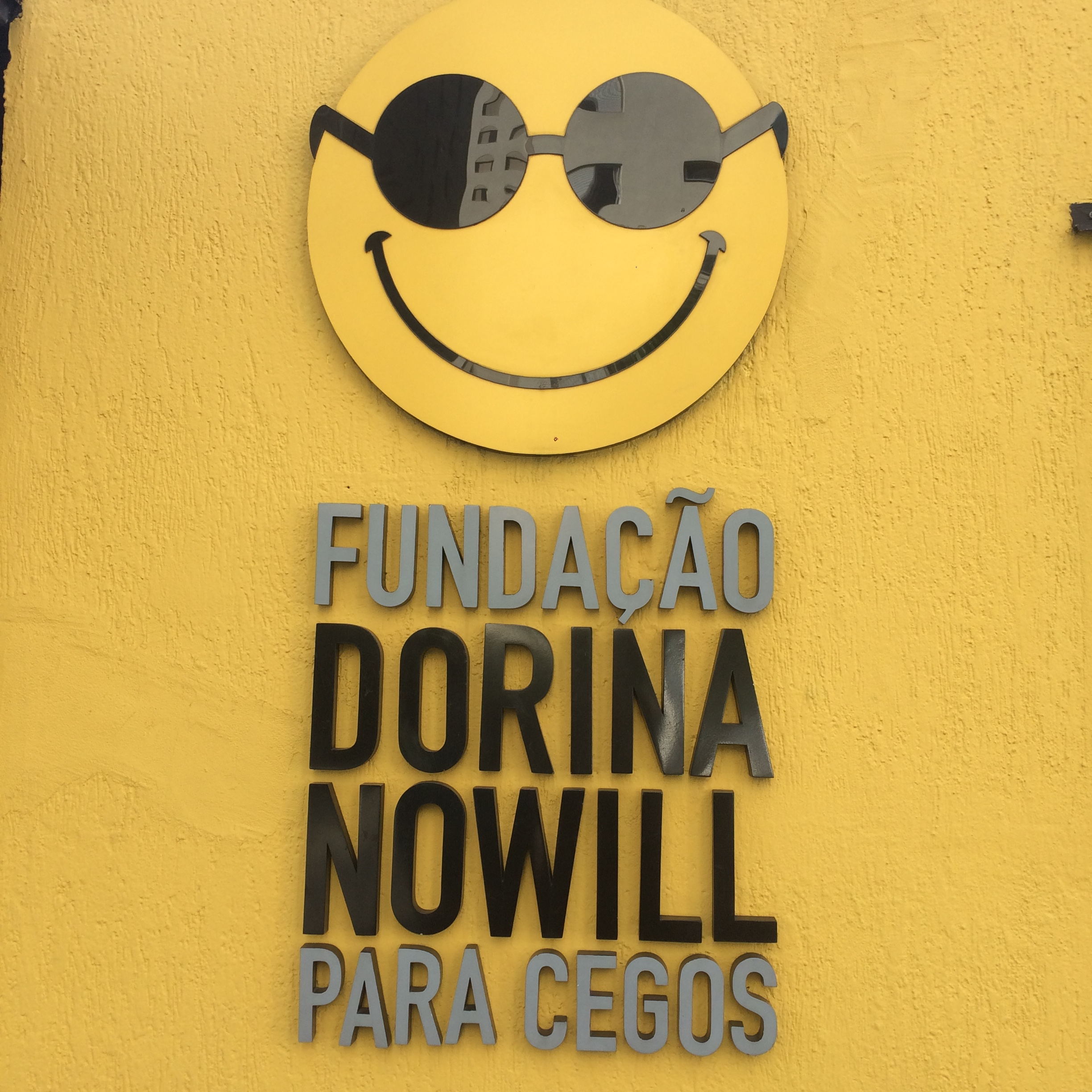
Logo da Fundação
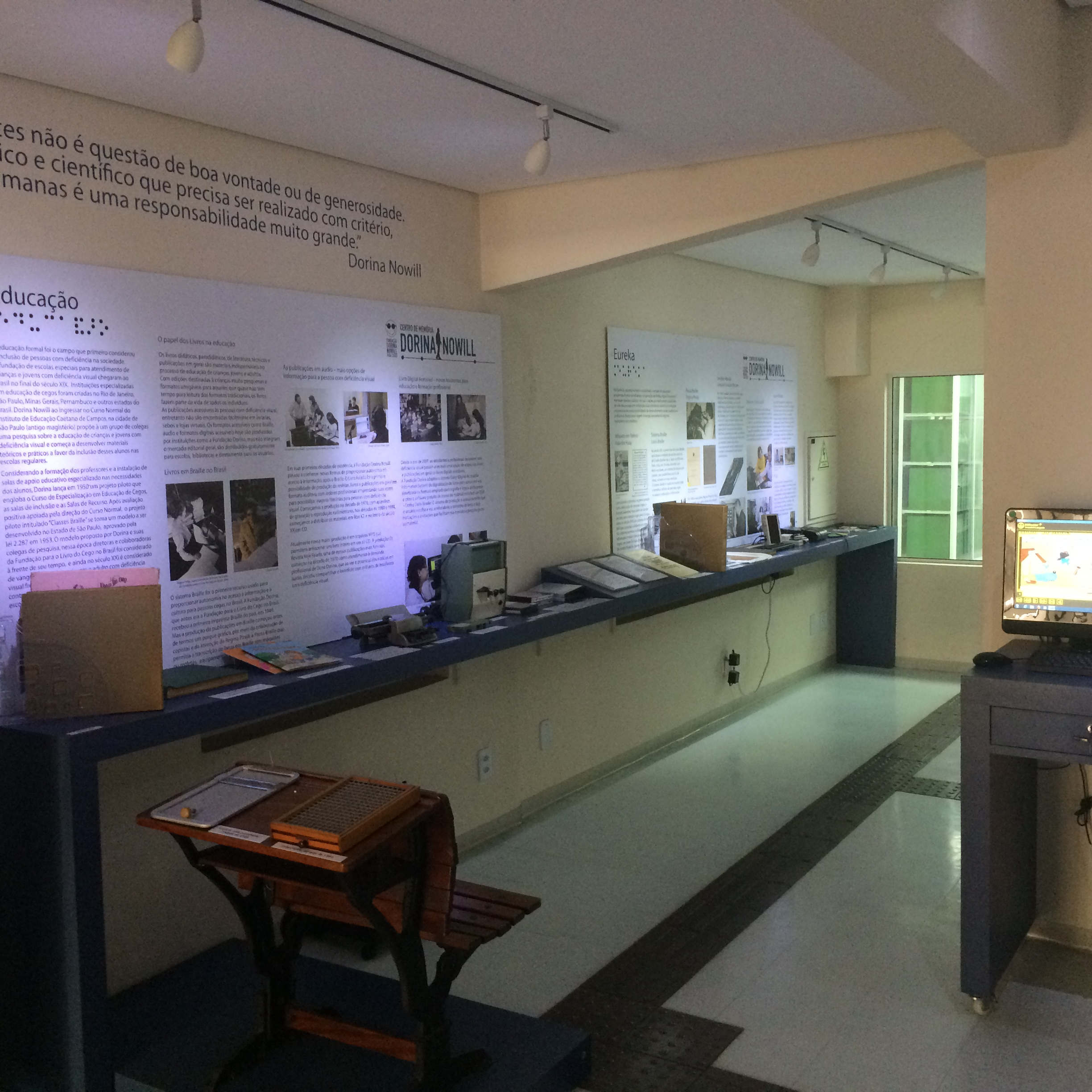
Parte do acervo central
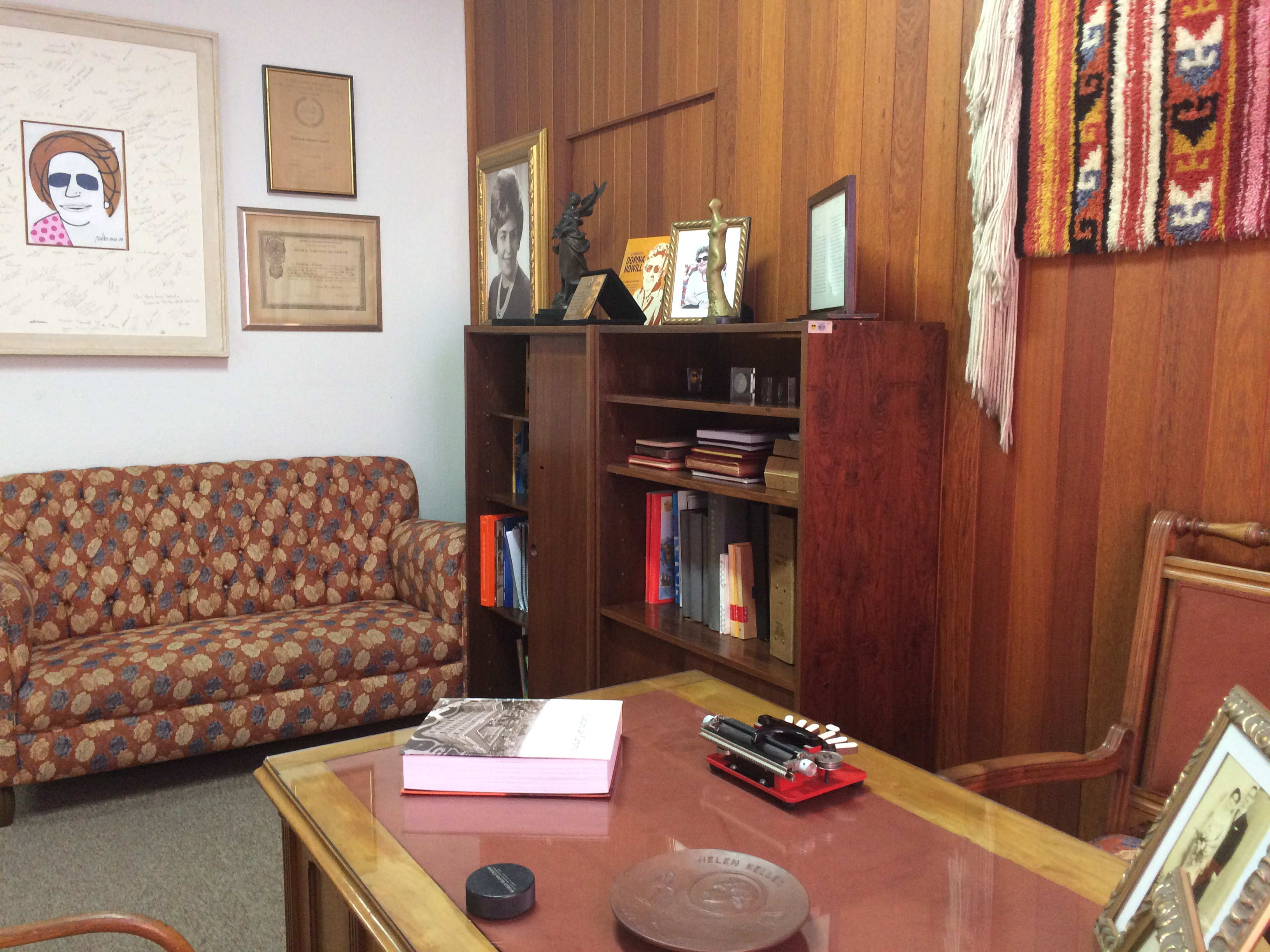
Réplica da sala de Dorina Nowill
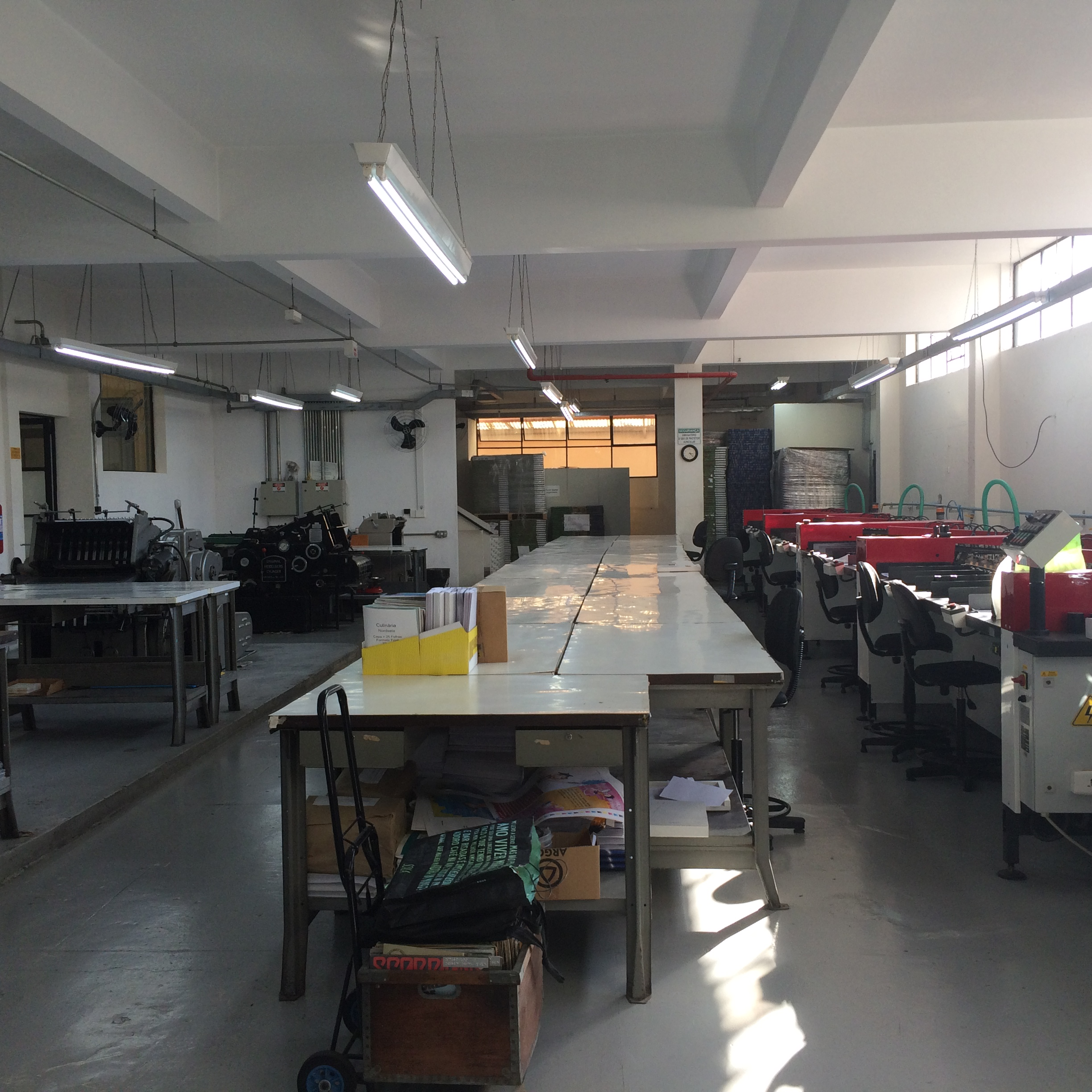
Sala de imprensa
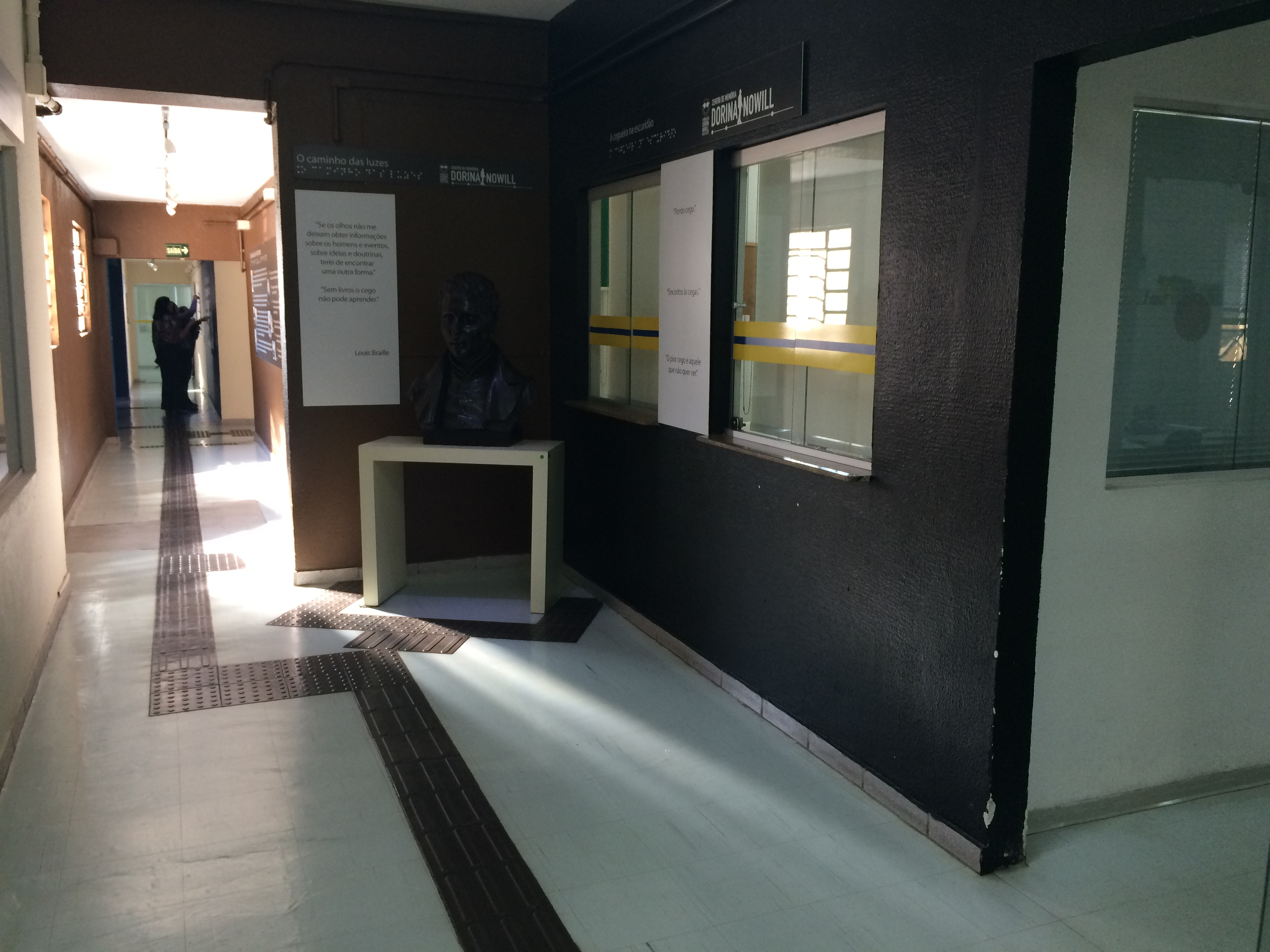
Sala inicial

## Ver Também
- Cegueira
- Baixa visão
- Conselho Nacional de Assistência Social (CNAS)
- Louis Braille
- Dorina Nowill